# A to Z (サンミニのアルバム)
『A to Z』（エー・トゥ・ゼット）は、日本の女性アイドルグループ・サンミニの楽曲、及び同名アルバムのタイトルである。同作は2016年3月30日に同グループのミニ・アルバムとしてプラチナム・パスポートレーベルからリリースされた。

## 概要
サンミニ全活動期（2013年 - 2017年）にリリースされた唯一のアルバム。2015年12月24日に原宿アストロホールで開催された『サンミニ 2nd Anniversary One-man Live』に於いて本作の発売が発表された。また発売後の2016年4月2日に渋谷・ドクタージーカンズで行われたワンマンライブをもって逢月ひなが卒業。更に同年7月3日には渡邊真由と喜多陽子も卒業しているため、この編成では唯一のCD作品となっている。
収録されている6曲すべてを阿久津健太郎が作曲。そのうち6曲目の「Grow into the star」は槙田紗子（元PASSPO☆）が作詞を担当している。なお、サンミニッツ名義で発表された1stシングルの表題曲「パノラマワールド」や2ndシングルの「STYLE」、INAC神戸レオネッサの公式応援歌として制作された「Road of Victory」は収録されていない。
本アルバムは発売当日のオリコンデイリーアルバムチャートで19位、2016年4月11日付のオリコン週間アルバムチャートで34位をそれぞれ記録し、これらが最高順位となっている。

## 収録曲解説
1. A to Z
本作のタイトルチューン。2015年10月11日に渋谷DUPLEX B's[注 4]地下1階で行われた『3min. Basement Live vol.1』[5]にて初披露された。振付は槙田紗子が担当[6]。
サンミニ解散から4年後の2021年7月25日にHOLIDAY新宿で開催された『One Side Game 矢新愛梨生誕祭』に逢月ひな改め乙幡杏菜がゲスト出演し、矢新と共に本曲を歌唱した[7]。
2. BAD GAME
2015年7月18日にshibuya eggmanで行われた『サンミニッツ 3!sun!サマーライブ』[8]で初披露。同グループは喜多陽子の加入を機にサンミニッツから「サンミニ」に改称した[9]。
「A to Z」と同様振付を槙田紗子が手掛けており[9]、2016年2月9日付の槙田のYouTubeチャンネルでは「サンミニ【BAD GAME】を槙田紗子が踊ってみた」という動画が公開されている[10]。
3. BOUNCE!!
1stシングル「パノラマワールド」[注 2]発売後の2014年11月23日に新宿ReNYで行われた『サンミニッツ一周年記念ライブ』[11]で初披露[12]。サンミニ改名後は更にリアレンジが加えられている[9]。
ミュージックビデオの撮影は2015年11月20日に恵比寿CreAtoで行われ、エキストラ参加者が持参したカメラで撮影したライブシーンがMVに多数使用されている[13][3]。
4. Make a Fire
1stシングル「パノラマワールド」[注 2]のカップリング曲。本アルバム収録曲の中では最も古く、2014年1月18日にpaletの渋谷マウントレーニアホール公演でオープニングアクトを務めた際[14]は既に歌唱していた[15]。
5. Song for you
「パノラマワールド」発売前[注 2]である2014年11月12日に渋谷クラブクアトロで開催された『アイドル甲子園 in 渋谷クアトロ』[16]で初披露したが、この日は南彩夏が体調不良により欠席した為、当時のメンバー5人[注 5]揃っての初披露は同年11月16日の東武百貨店池袋店のインストアライブとなった[17]。
6. Grow into the star
本作収録曲の中では最も新しい曲で、先述の2nd Anniversary Liveで初披露。振付は中尾有里が担当[3]。柏元萌華は「今のサンミニに合っていて、素敵な言葉を頂けて幸せです」と評している[18]。

## トラックリスト
| 全作曲・編曲: 阿久津健太郎。 |                        |              |              |       |
| #                            | タイトル               | 作詞         | 作曲・編曲   | 時間  |
| 1.                           | 「A to Z」             | 阿久津健太郎 | 阿久津健太郎 | 3:03  |
| 2.                           | 「BAD GAME」           | 阿久津健太郎 | 阿久津健太郎 | 3:06  |
| 3.                           | 「BOUNCE!!」           | 阿久津健太郎 | 阿久津健太郎 | 2:55  |
| 4.                           | 「Make a Fire」        | 阿久津健太郎 | 阿久津健太郎 | 3:07  |
| 5.                           | 「Song for you」       | 阿久津健太郎 | 阿久津健太郎 | 3:11  |
| 6.                           | 「Grow into the star」 | 槙田紗子     | 阿久津健太郎 | 3:13  |
| 合計時間:                    | 合計時間:              | 合計時間:    | 合計時間:    | 18:35 |